# Ourthe

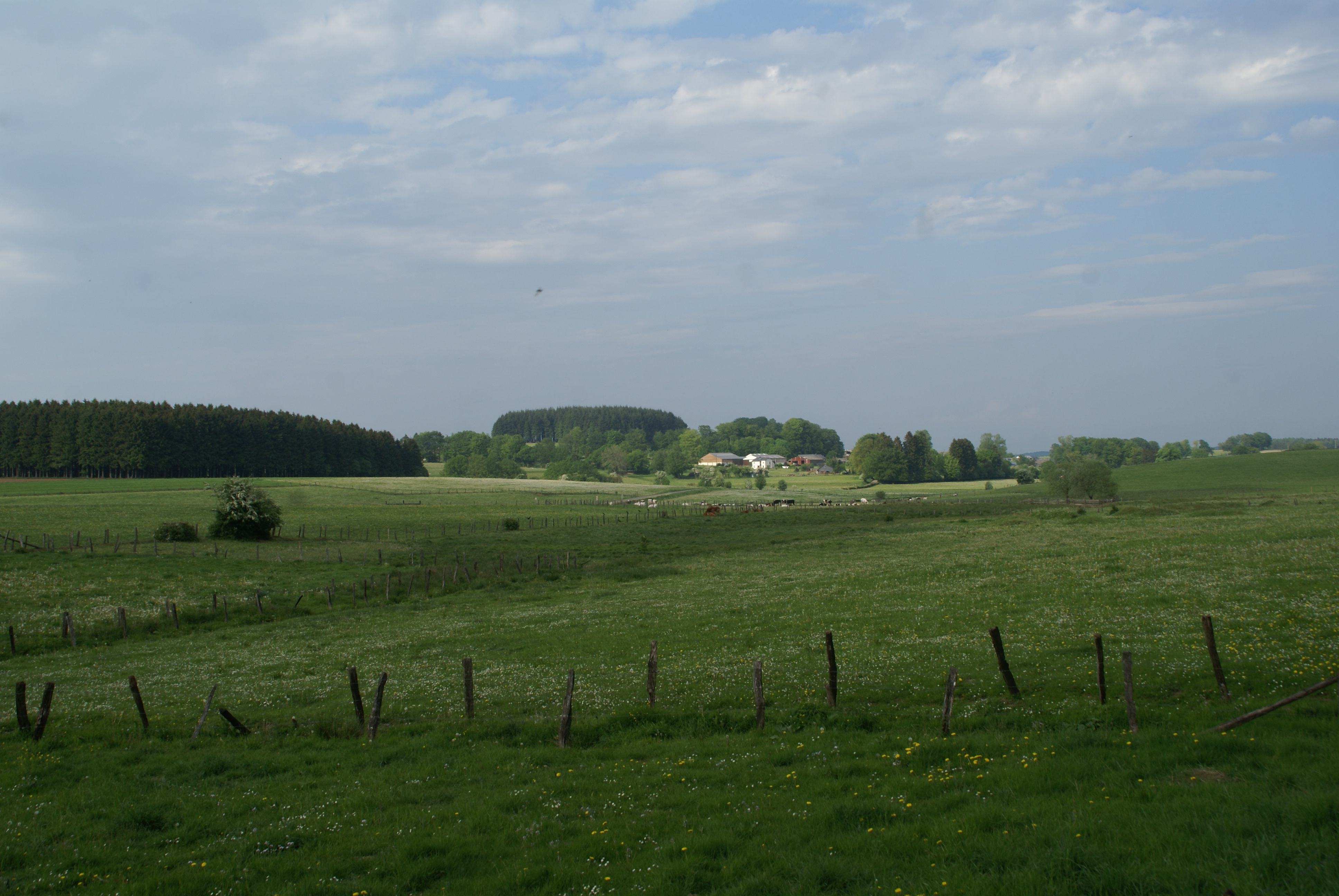
La vall de l'Ourthe jove a Ourt

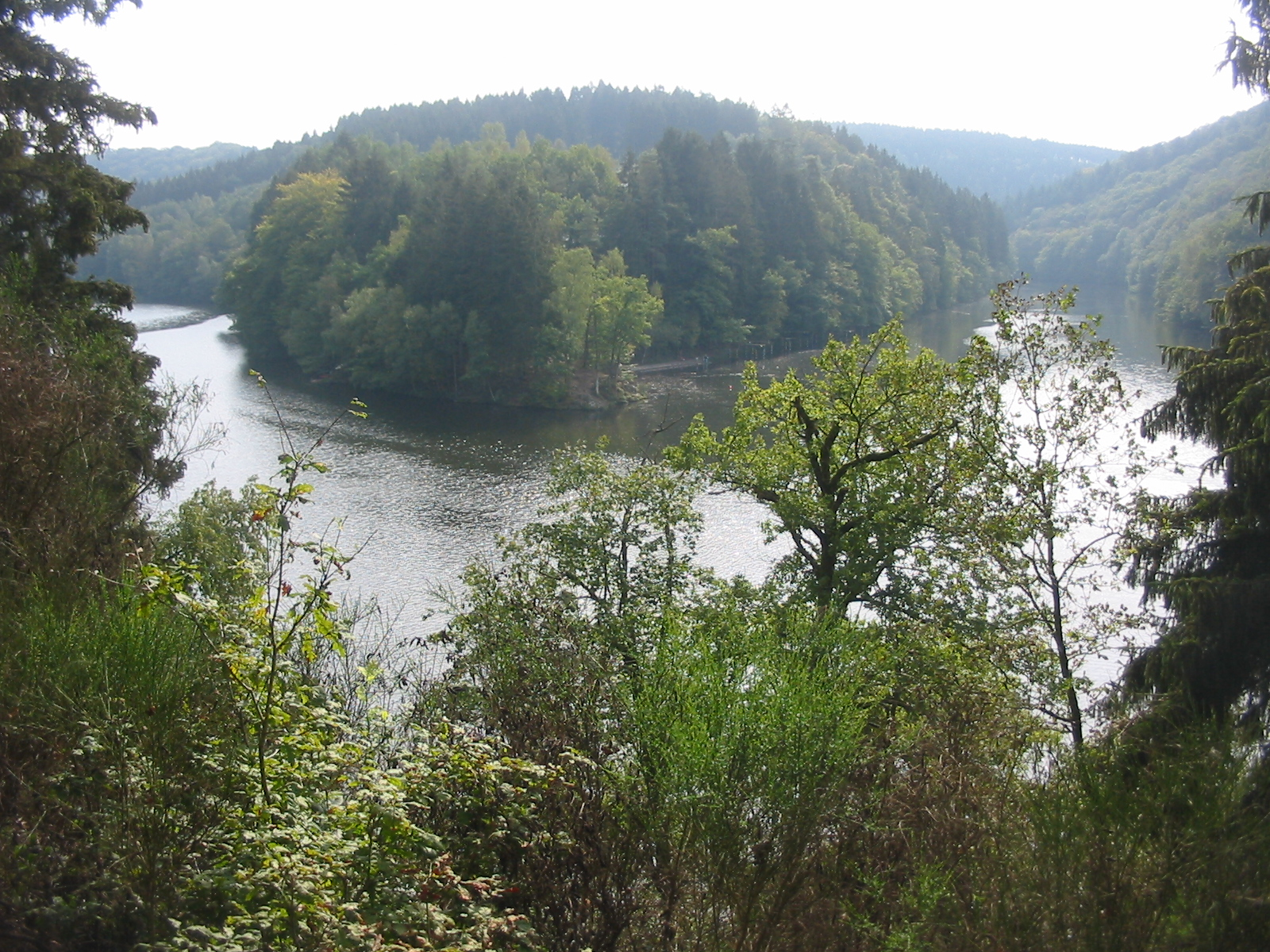
Conflent dels dos Ourthes

|  | Per a altres significats, vegeu «Ourthe (desambiguació)». |

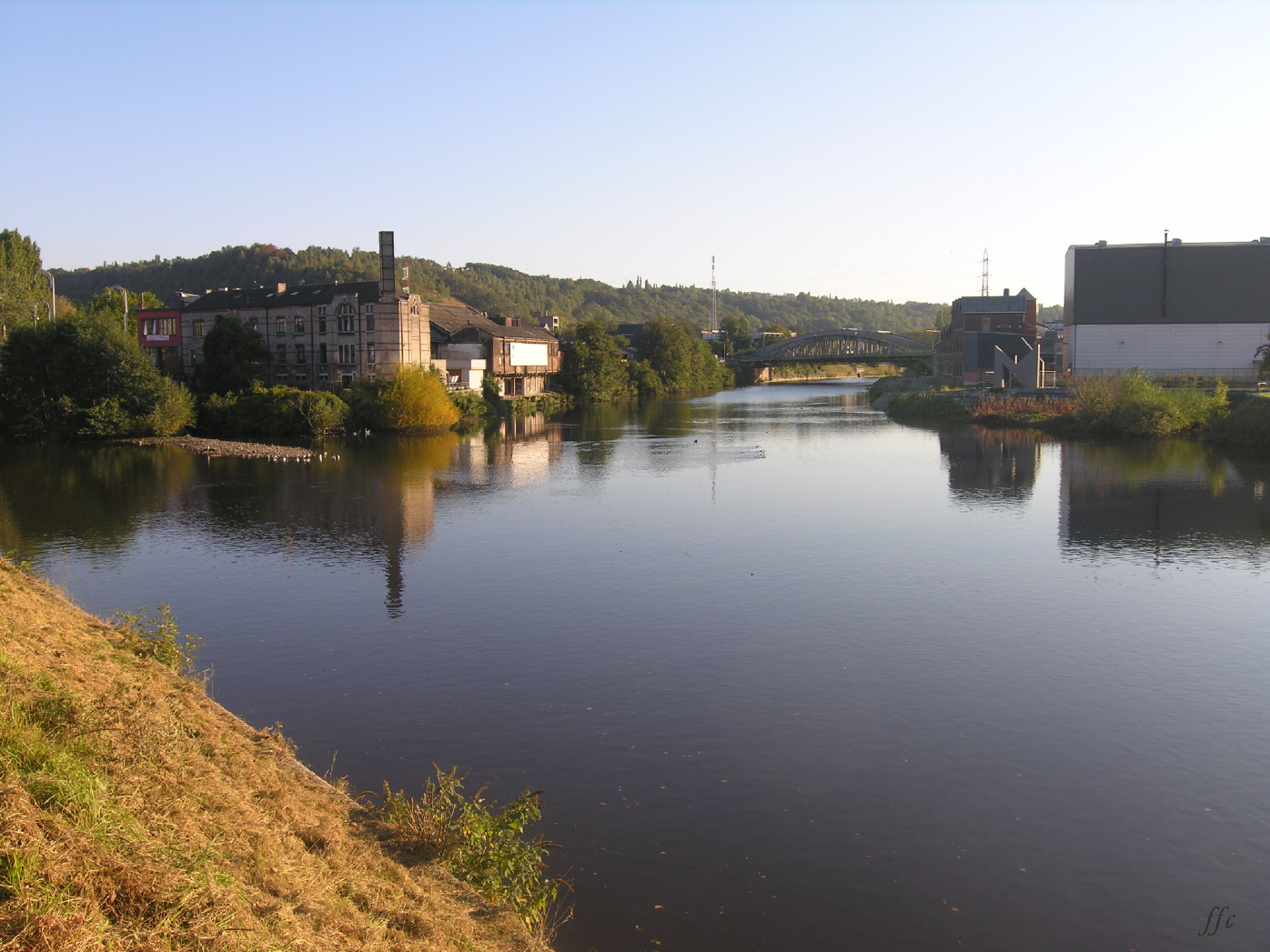
Conflent del Vesdre (a l'esquerra) i de l'Ourthe a Chênée

 L'Ourthe (en való Aiwe d'Oûte) és un riu de Bèlgica de 165 km que neix al lloc dit Engreux del municipi d'Houffalize de la confluència de l'Ourthe Occidental que neix a Ourt, un nucli de Libramont, i de l'Ourthe Oriental que neix a Ourthe, un nucli de Gouvy a la província de Luxemburg. Desguassa al Mosa a Lieja.

## El canal Mosa-Mosel·la
El canal de l'Ourthe entre Lieja i Comblain-au-Pont és una resta del projecte gegantí de connectar el Mosel·la i el Mosa mitjançant d'un canal a l'inici del segle xix. Els treballs van començar l'any 1827, quan el territori formava part del Regne Unit dels Països Baixos. La manca de recursos financers, la incertesa política i la vinguda del ferrocarril van contribuir a l'abandonament del projecte. La independència de Luxemburg després del 1839 en significava la fi definitiva. En romanen uns altres vestigis impressionants: a Bernistap, una entitat del municipi de Houffalize, hi ha un túnel transfronterer de 2,5 kilòmetres que mai no va utilitzar-se. El 1998, va ser catalogat com monument històric. Aquest túnel hauria sigut el punt culminant del canal.

## Afluents
Principals afluents i el nom de la localitat de l'aiguabarreig
- L'Aisne a Bomal
- El Lembrée a Logne
- El Néblon a Hamoir
- El Ruisseau du Fond Martin o el Magrée a Esneux
- L'Amblève/Amel a Rivage
- El Lembrée a Vieuxville (Ferrières)
- L'Eau Rouge
- El Vesdre/Weser a Chênée (Lieja).